# Rovos Air
Rovos Air es una aerolínea charter con base en Pretoria, Sudáfrica.

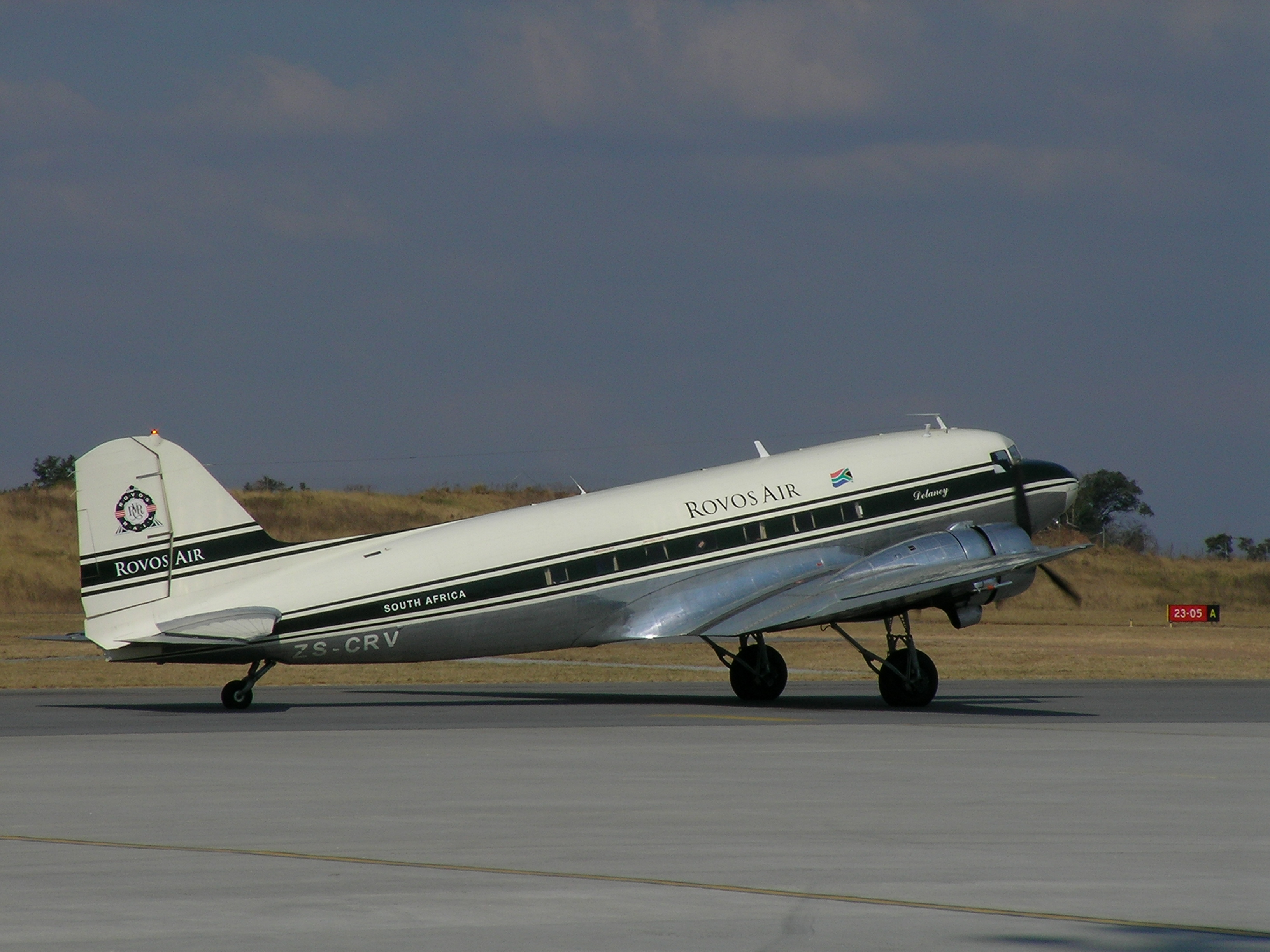
Rovos Air DC-3 Delany

Rovos Air fue fundada en 2002 por Rohan Vos, el propietario de Rovos Rail, dueño del famoso Pride of Africa. La compañía atiende el tráfico turístico entre Pretoria y las Cataratas Victoria ofreciendo a los pasajeros un vuelo nostálgicos en aviones antiguos, que han sido remodelados y dotados de asientos lujosos.

## Flota
La flota de Rovos Air incluye los siguientes aviones (a 16 de enero de 2009):
- 2 Convair CV-440 Metropolitan
- 1 Douglas DC-4 Skymaster
- 1 Douglas DC-3 Dakota
- 1 Fokker F28 (operado por AirQuarius Aviation)